# Crooner
Crooner er  en betegnelse for en mandlig sanger som synger smægtende, blødt og svagt, en sangstil inden for jazz og populærmusikken, som slog igennem i 1920'erne, da den elektriske mikrofon blev taget i anvendelse.
Tidligere måtte sangerne synge så højt og kraftigt som muligt for at kunne høres, dette både over for et fysisk publikum og ved pladeindspilninger.

## Berømte croonere
(grupperet efter den dekade  hvor kunstneren startede sin karriere)

### 1920'erne
- Gene Austin
- Gene Autry
- Russ Columbo
- Bing Crosby
- Cliff Edwards
- Art Gillham
- Rudy Vallée

### 1930'erne
- Fred Astaire
- Al Bowlly
- Buddy Clark
- Nat King Cole
- Perry Como
- Donald Peers
- Roy Rogers
- Frank Sinatra

### 1940'erne
- Vic Damone
- Dick Haymes
- Dean Martin
- Mel Tormé
- Slim Whitman

### 1950'erne
- Paul Anka
- Bobby Bare
- Tony Bennett
- Brook Benton
- Pat Boone
- Bobby Darin
- James Darren
- Sammy Davis Jr.
- Dion
- Eddie Fisher
- Sonny James
- Steve Lawrence
- Al Martino
- Johnny Mathis
- Roger Miller
- Matt Monro
- Ricky Nelson
- Webb Pierce
- Elvis Presley
- Ray Price
- Jim Reeves
- Charlie Rich
- Neil Sedaka
- Bobby Troup
- Jerry Vale
- Bobby Vee
- Jerry Wallace
- Andy Williams

### 1960'erne
- Dave Dudley
- John Gary
- Karel Gott
- Engelbert Humperdinck
- Jack Jones
- Tom Jones
- Jim Nabors
- Wayne Newton
- Mel Tillis
- Frankie Valli
- Bobby Vinton
- Scott Walker

### 1970'erne
- Bryan Ferry
- Barry Manilow
- Luther Vandross

### 1980'erne
- Harry Connick Jr.
- Nick Cave

### 1990'erne & 2000'erne
- Seth MacFarlane
- Clay Aiken
- Michael Bublé
- Baby Dayliner
- Matt Dusk
- Regis Philbin
- Shane MacGowan
- Nick Diamonds
- John Stevens
- Chris Isaak
- Edward Aroutounjan
- Steven Patrick Morrissey
- Owl City
- Michael Carøe